# Karel Jaromír Erben

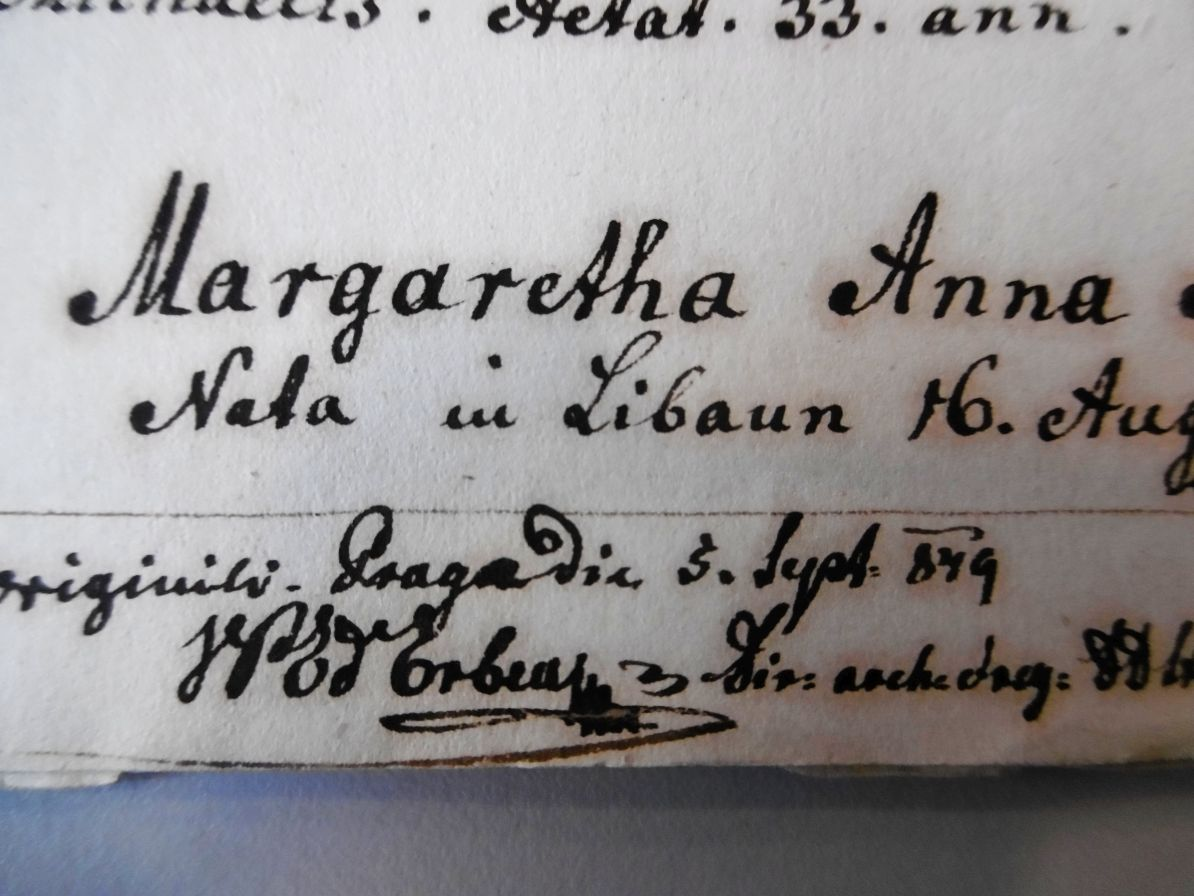
Podpis Karla Jaromíra Erbena z roku 1849

Karel Jaromír Erben (7. listopadu 1811 Miletín – 21. listopadu 1870 Praha) byl český historik, právník, archivář, spisovatel, básník, překladatel a sběratel českých lidových písní a pohádek; představitel literárního romantismu. Patřil mezi významné osobnosti českého národního obrození. Užíval řadu pseudonymů (Jarmil Erben, J. E. Miletínský, K. Jarmil Erben, Květomil Podlipský) a šifer (R. Bn., J. K. E. a j.).
Po svých studiích na gymnáziu v Hradci Králové a v Praze byl zaměstnancem Královské české společnosti nauk a sekretářem Českého muzea. Od roku 1851 působil jako archivář města Prahy a od roku 1864 se stal ředitelem pomocných úřadů pražských. Ve svých studijních letech se Erben stýkal s Karlem Hynkem Máchou. Později se také seznámil s Františkem Palackým, spolupracoval s ním (mj. na přípravě českého českého diplomatáře) a jeho politickými názory byl trvale ovlivněn. Spory s Martinem Hattalou Erbena vyčerpávaly a přispívaly ke zhoršení jeho zdravotního stavu.
Erben je znám především jako sběratel lidové poezie. Ve smyslu názorů bratří Grimmů, se kterými se znal, hledal v ústní lidové slovesnosti odraz starých mýtů (slovanských, na rozdíl od Grimmů, kteří hledali germánské), jež lidové podání a tradice během věků přetvořily a často zakryly. Výsledkem Erbenovy sběratelské činnosti byly tři svazky Písní národních v Čechách (1842–1845), jejich přepracované a rozšířené vydání vyšlo roku 1864 s titulem Prostonárodní české písně a říkadla.
Nejvíce však Erben proslul sbírkou Kytice z pověstí národních (1853, zkráceně jen Kytice), která vyšla podruhé roku 1861, a to v rozšířené verzi (s oddílem příležitostných písní) s názvem Kytice z básní K. J. Erbena. Jádrem této sbírky je dvanáct (později vyšla i třináctá balada – Lilie) básní oddílu Pověsti národní, jimž předchází úvodní báseň Kytice.

## Život

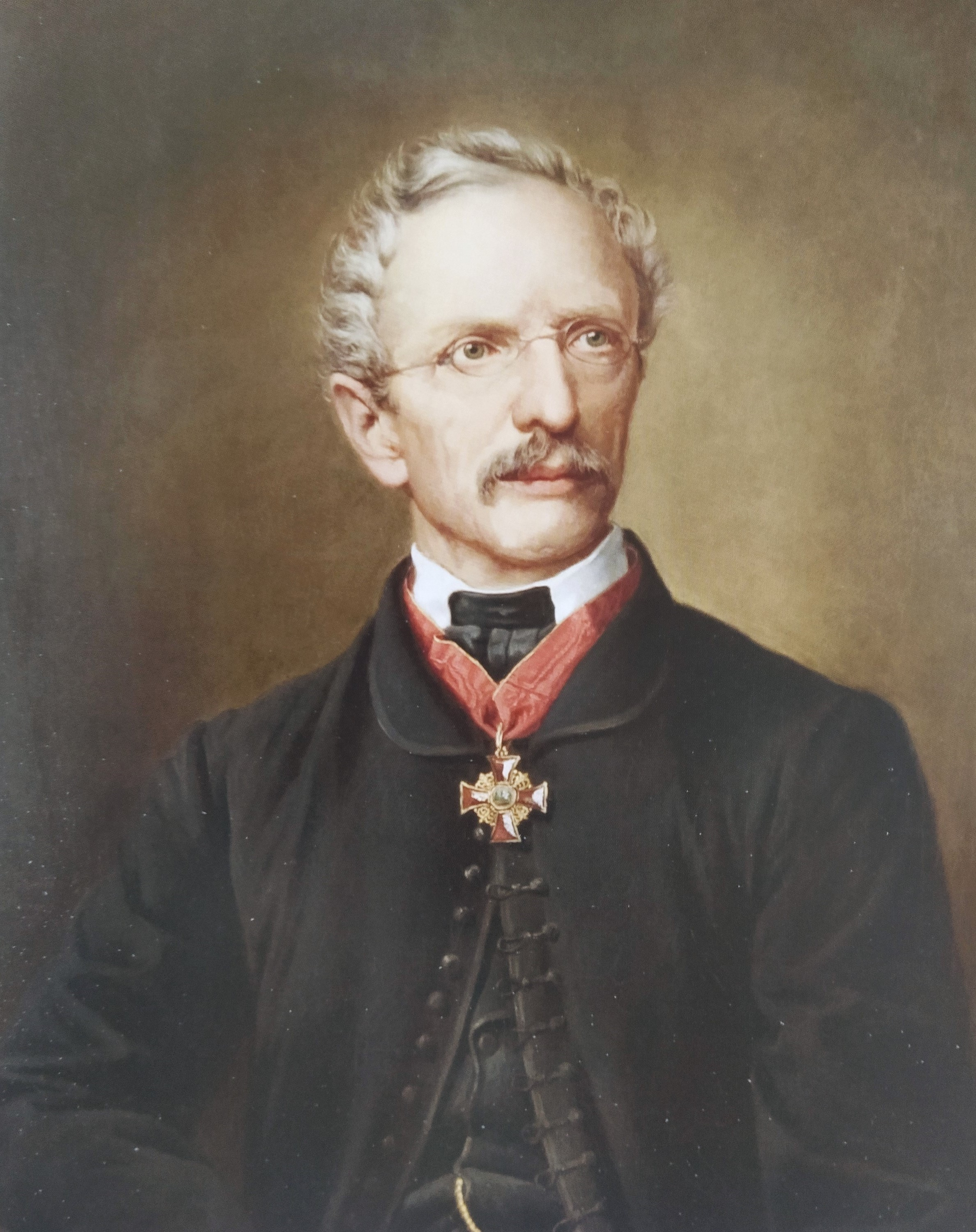
Karel Jaromír Erben (Karel Javůrek, 1873, Národní muzeum Praha)

### Dětství a studia

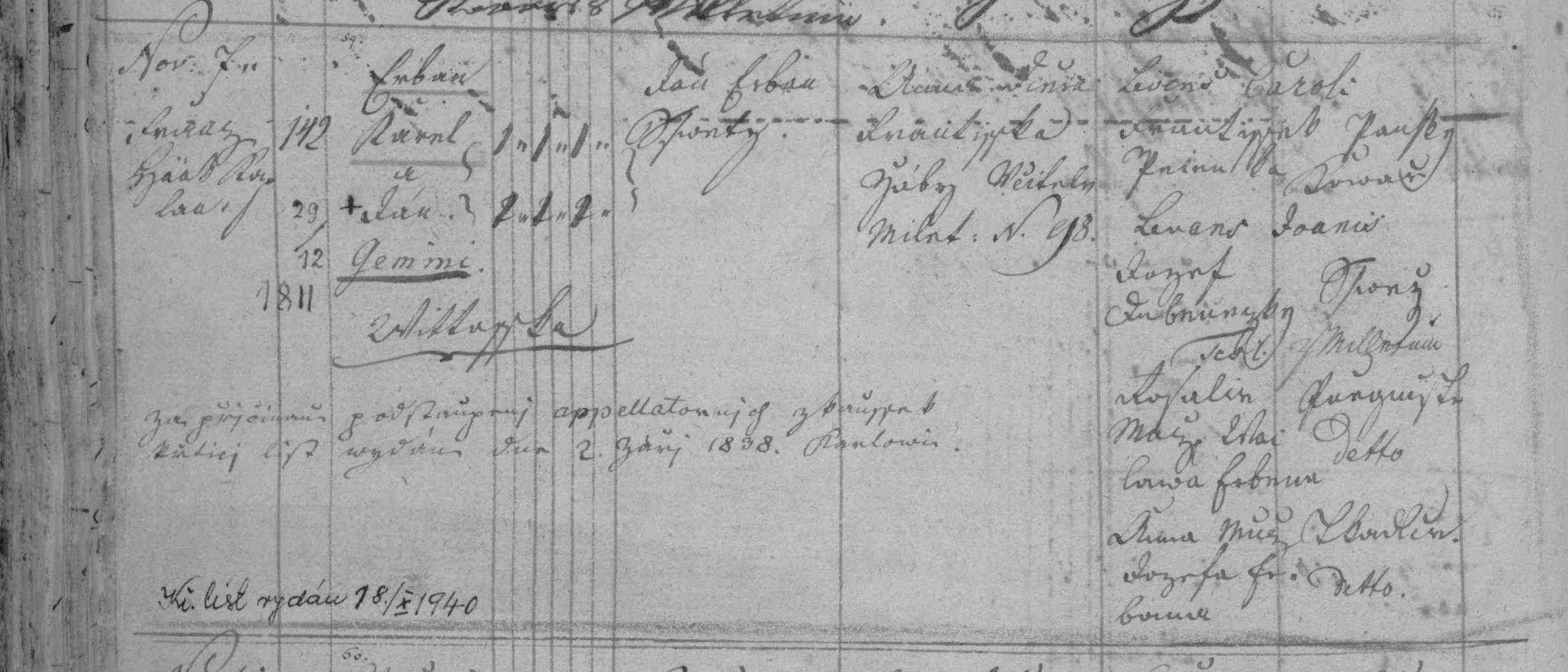
Karel Jaromír Erben, matrika narozených Miletín

Karel Jaromír Erben se narodil v Miletíně 7. listopadu 1811. Příjmení jeho předků bylo však psáno Erban (tak je zapsán i on sám v matrice narozených). Jeho rodičům – ševci a sadaři Janu Erbanovi a jeho ženě Anně Žábové (dcera učitele) – se narodila dvojčata Karel a Jan. Jan však již 29. 12. 1811 zemřel. Ani jeho bratr Karel na tom nebyl zdravotně dobře, často churavěl a trpěl poruchou řeči. Základního vzdělání se mu dostalo v miletínské škole, kde vyučovali také jeho strýc a dědeček. Zde postupně rozvíjeli všechna jeho nadání včetně hudebního a připravovali ho na pozdější studia. Rodiče z něj chtěli mít také učitele, on se však kvůli vadě řeči nakonec rozhodl pro studium práv. (Později přispěl k ustavení české právnické terminologie.)
Aby mohl studovat na hradeckém gymnáziu, musel si sám obstarat výdělek – a to vyučováním hry na klavír. Na gymnázium nastoupil roku 1825. Když měl prázdniny, často rád podnikal výlety se svými přáteli, zejména do okolí rodného Miletína. Roku 1831 nastoupil Erben na filozofickou fakultu v Praze. V témže městě také započal studium práv (1833–1837), při tomto studiu se plně projevily jeho historické a přírodovědecké zájmy. V této době také Erben začal svými básněmi přispívat do českých časopisů.

### Rodinný život
První manželkou Karla Jaromíra Erbena byla Barbora (Betyna) Mečířová (28. 7. 1818 Žebrák – 20. 8. 1857). Seznámil se s ní na prázdninových pobytech v Žebráku. Svatba se konala po téměř desetileté známosti roku 1842 a manželé Erbenovi měli čtyři děti:
- Blažena (1844–1933)
- Ladislava (1846–1892)
- Jaromír (1848–1849)
- Bohuslava (1850–1924)

Po smrti manželky se Karel Jaromír Erben v roce 1859 znovu oženil. S druhou manželkou Žofií Mastnou (14. 5. 1836 Jičín – 23. 9. 1905 Praha) měl další dvě děti:
- Vladimír (1859–1860)
- Marie (1862–1864)[13]

### Zaměstnání
Roku 1837, poté, co dokončil svá právnická studia, nastoupil Erben jako praktikant k hrdelnímu soudu v Praze. Vedle své práce také pomáhal Palackému spravovat tehdy velmi zanedbaný archiv stavovský. Tímto se ukázal jako velmi způsobilý pro tuto funkci, a tak byl roku 1842 zvolen českou učenou společností nauk za aktuára (kdysi nižší správní úředník). Dále pokračoval v historických studiích, v roce 1841 byl zvolen řádným členem Královské české společnosti nauk, v letech 1852–1853 a 1863–1864 pak jejím direktorem (předsedou). Roku 1845 byl jmenován členem jazykové komise při Matici české a začal se tak podílet na formování spisovné češtiny. Rok 1848 nebyl moc příznivý pro muže, který se hodlal zabývat historií, proto se pustil Erben do politiky. V květnu tohoto roku byl Erben poslán do Chorvatska, aby obeznámil tamní občany s děním v Čechách a zároveň dopisoval do Prahy o důležitých věcech mezi Jihoslovany. Na podzim téhož roku byl jmenován překladatelem u zemské vlády. Roku 1850 byl Erben ustanoven sekretářem Českého muzea (dnešního Národního muzea). O rok později byl zvolen archivářem města Prahy – konečně se mu tak dostalo uspokojivého finančního ohodnocení. Erben se také podílel na projektu vědeckého a kritického časopisu Obzor a byl jedním ze zakladatelů dodnes vycházejícího časopisu Právník. Roku 1864 byl Erben jmenován ředitelem pomocných kanceláří úřadů města Prahy, ve stejný rok také vydal Prostonárodní české písně a říkadla a o rok později Sto prostonárodních pohádek a pověstí slovanských v nářečích původních.

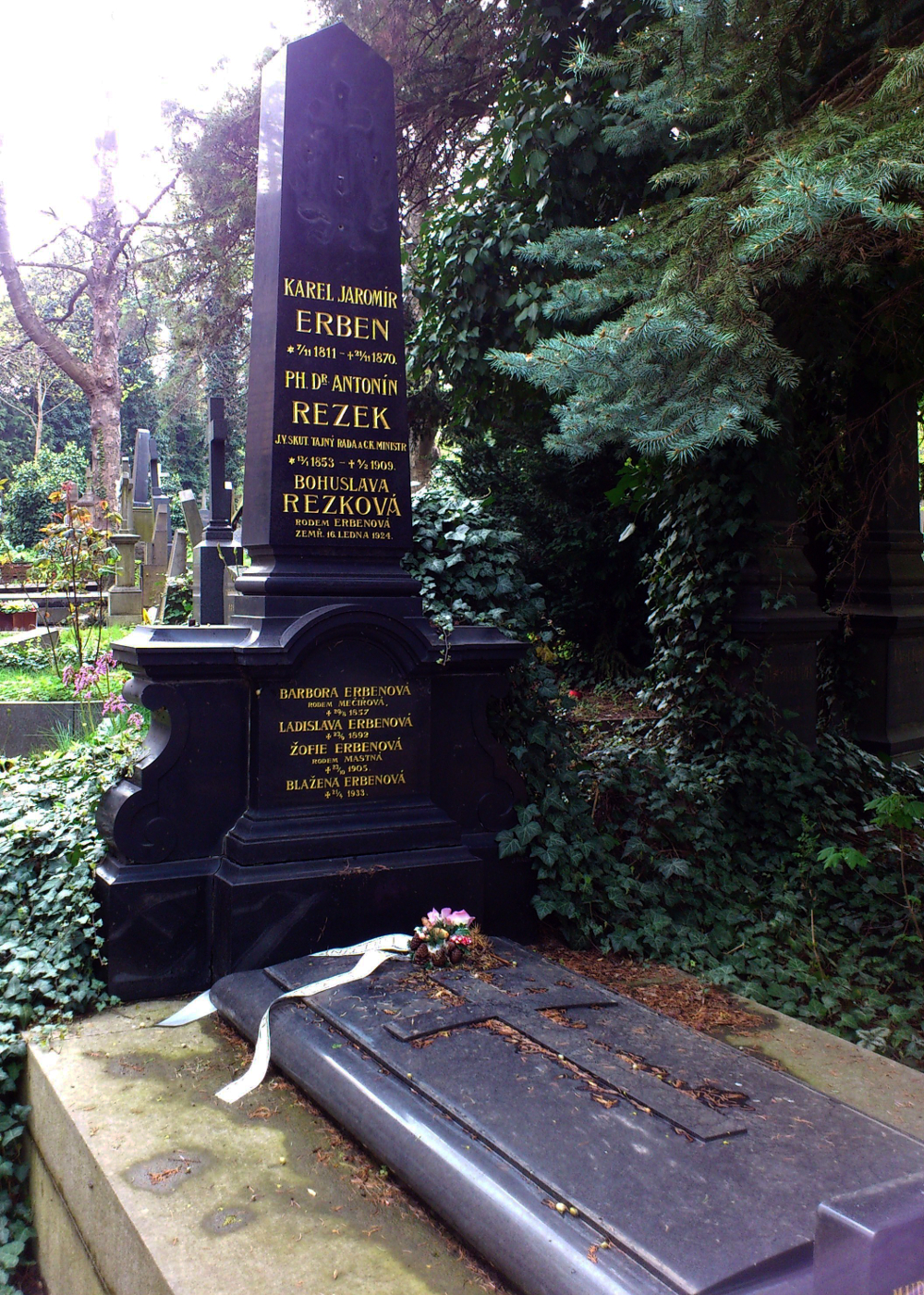
Hrob Karla Jaromíra Erbena na Olšanském hřbitově

Zemřel 21. listopadu 1870 v domě U Tří tykví na Starém Městě v Praze v Michalské ulici. Byl pohřben na Malostranském hřbitově na pražském Smíchově, jeho ostatky však byly v roce 1908 přemístěny na pražské Olšanské hřbitovy.

## Místa pobytu a památky
- 1828–1842 při studiích a rané praxi: podnájem u oficiála Ignáce Kellera, dům čp. 367/III Tržiště 11 a později Tomášská 9, čp. 12/III, Praha – Malá Strana.[20]
- 1842–1856 ?
- 1857–1867: Dům U Velkého střevíce (také dům U Velké boty), Vlašská 30, čp. 333/III, Praha – Malá Strana,
- 1867 (16. 1.) – 1870 (21. 11.): dům U Jelena (také U Pěti tykví), Michalská11, čp. 440/I, Praha – Staré Město. Na fasádě je pamětní deska s textem: Zde žil a dne 21. listopadu 1870 zemřel KAREL JAR. ERBEN.

### Pomníky, sochy a busty
- Pomník v Miletíně, Jindřich Říha (1899-1901)[21]
- Soutěžní návrh na pomník v Miletíně: Ladislav Šaloun, patinovaná sádra[22]
- Bohumil Vlček: Bronzová busta v Panteonu Národního muzea (kolem 1914)
- Jan Václav Straka: Sádrová busta, kolem 1952 (Muzeum literatury, Pelléova 22, Památník národního písemnictví)
- Bronzová busta s pamětní deskou: Domažlice, na fasádě domu nám. Míru 136.

## Dílo

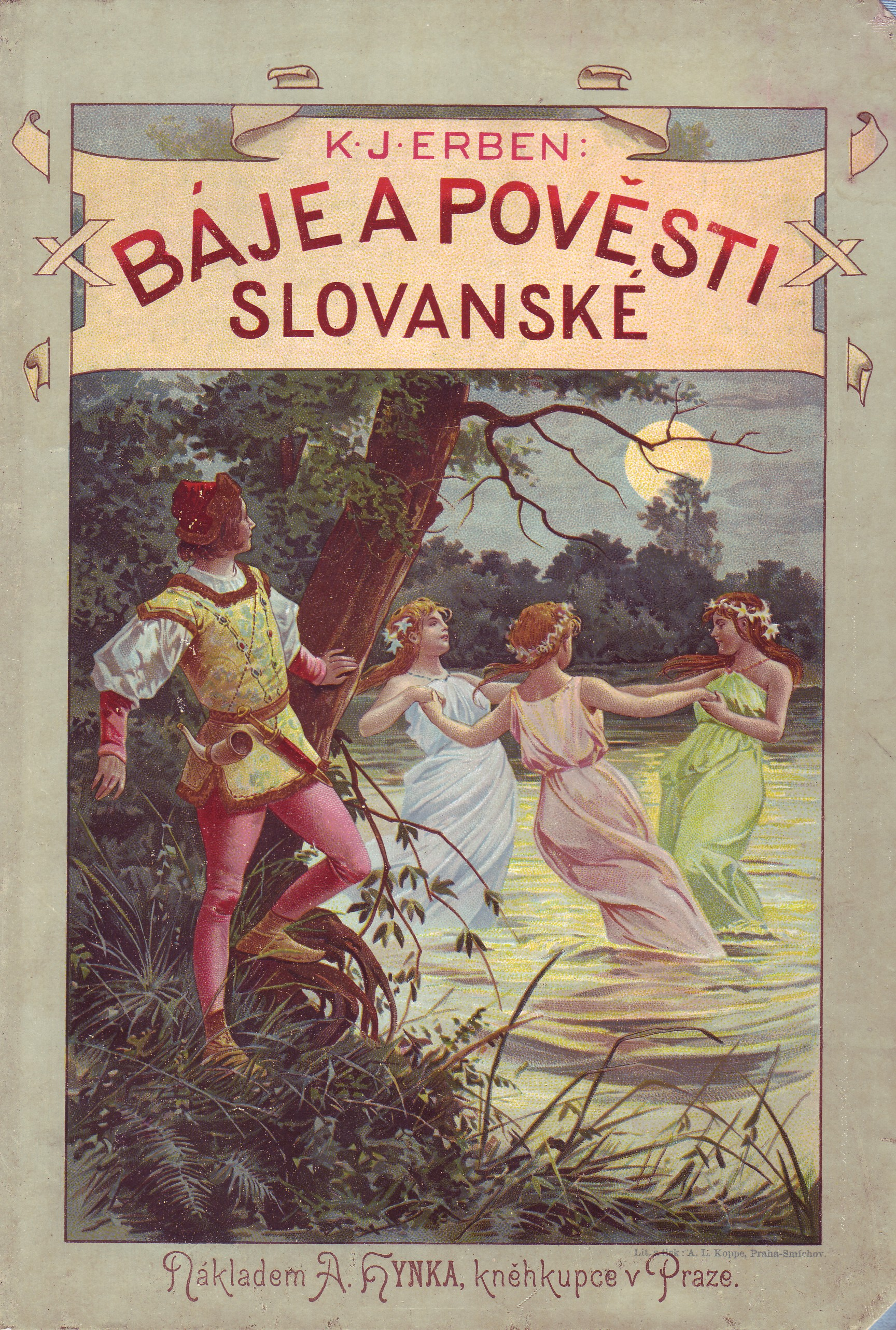
Báje a pověsti slovanské. Obálka s kresbou Věnceslava Černého

Těžiště svého odborného zájmu měl Erben v edicích starých českých pramenů spatřoval v edicích folklórních materiálů, především českých lidových písní. Sbíral lidové písničky, říkadla, pohádky atd. pouze z Čech, nikoliv na Moravě. Tam působili například František Sušil, František Bartoš nebo Františka Stránecká.
Erben se nespokojil s tím, že by lidovou tvorbu pouze sbíral, snažil se ji kriticky zkoumat, a tím ji i ovlivňovat. Srovnával jejich varianty a vyhledával mezi nimi text, který nejlépe odpovídá předpokládanému původnímu tvaru. Na písně se díval jako na zpívané texty, přihlížel proto i k nápěvům, které rovněž vydával. Erben neuznával vzpoury proti osudu, uctíval daný řád.
V jeho básních se opakují témata viny a trestu.
- Sto prostonárodních pohádek a pověstí slovanských v nářečích původních (1865) – jakási „slovanská čítanka“
- Vybrané báje a pověsti národní jiných větví slovanských[23] (1869) – výše uvedená „slovanská čítanka“ ve zkrácené úpravě a v českém překladu
- Kytice z pověstí národních (1853, rozšířené vydání 1861) – jediná sbírka básní, kterou vydal; podkladem Kytice jsou staré české lidové báje[24]
- Písně národní v Čechách – obsahuje 500 písní
- Prostonárodní české písně a říkadla (1864) – pětidílná sbírka folklóru z Čech. Toto dílo je velmi ovlivněno romantismem, ten předpokládal, že lidová slovesnost je projevem nedochovaného prastarého mýtu, který vyjadřuje jakousi národní povahu (charakter). Tento mýtus měl vyjadřovat ucelený soubor představ o vztazích mezi lidmi navzájem a mezi lidmi a přírodou. Karel Jaromír Erben se tento mýtus pokoušel znovu sestavit.[25]
- České pohádky[26]
- Chorvatské pohádky (1916)[27]
- Básně a překlady (1938)[28]
- Mladší bratr – vlastenecké dílo
- Večer – vlastenecké dílo
- Tulák
- Na hřbitově
- Slovanské pohádky – výbor 58 pohádek z výše uvedených Vybraných bájí a pověstí, nakl. Melantrich (1948, 1951, 1952), Svoboda (1974)[29]

### Historická díla
- Rukopis musejní letopisů Kosmových
- Ondřej Puklice ze Vstruh
- Příspěvky k dějepisu českému, sebrané ze starých letopisů ruských
- Měsíčník hodin staročeských na Staroměstské radnici
- Regesta diplomatica nec non epistolaria Bohemiae et Moraviae – Výtahy listin Čech a Moravy. Dílo se zabývá nejstaršími českými a moravskými listinami do roku 1253, tj. smrti Václava I. Pravděpodobně jeho nejvýznamnější práce z oblasti historie. Dalšími díly navázal Josef Emler.
- Sebrané spisy Jana Husa

Napsal vědecká pojednání k legendě o svaté Kateřině, Tomáši Štítnému, J. A. Komenskému.
Dále vydal několik starších českých děl. Společně s Josefem Fričem a Antonínem Strobachem přeložil do češtiny Soudní a konkursní řád a Občanský zákoník.

### Autentický ukazatel
Genealogové a další badatelé používají Erbenův Autentický ukazatel ulic a náměstí i čísel domovních král. hl. města Prahy dle nového, starého i nejstaršího číslování, vydaný roku 1870. Jedná se o převodník pražských čísel popisných z r. 1805 na tehdy nová čísla orientační včetně názvů ulic. Autentický ukazatel obsahuje též srovnání popisných čísel z r. 1770 a z r. 1805; dále uvádí jména majitelů domů a domovní znamení. Obsahuje čísla domů tehdejších pražských čtvrtí (Staré Město, Nové Město, Malá Strana, Hradčany, Josefov) a předměstí Karlín a Smíchov.

## Zajímavost
Jméno Karla Jaromíra Erbena je umístěno pod okny Národního muzea v Praze spolu s mnoha dalšími, viz Dvaasedmdesát jmen české historie.